# Tom Jansen
 (janvier 2019).
Tom Jansen, né le 2 novembre 1945 à Amsterdam, est un acteur, doubleur et écrivain néerlandais.

## Vie privée
Il fut marié avec l'actrice Carly Wijs.

## Filmographie

### Cinéma et téléfilms
- 1973 : Een man van goede wil : L'écrivain
- 1985 : Het Bittere Kruid (nl) de Kees van Oostrum : Man in leren jas[3]
- 1986 : In de schaduw van de overwinning (nl) de Ate de Jong : Kohler[4]
- 1987 : Iris (nl) de Mady Saks : Hagenbeek[5]
- 1989 : No potatoes de Theo van Gogh[6]
- 1993 : Oeroeg (nl) de Hans Hylkema : Le colonel van Dalen[7]
- 1995 : Night Watch de David Jackson[8]
- 1996 : Marrakech (nl) de Michiel van Jaarsveld[9]
- 1996 : Laagland (nl) de Yolanda Entius : Simon[10]
- 1996 : Charlotte Sophie Bentinck (nl) de Ben Verbong[11]
- 1997 : Le Joueur (The Gambler) de Károly Makk : Stellovsky
- 1998 : De panter en de pissebed : Jacco Compaan
- 1998 : De keerzijde : Le psychiatre
- 1998 : Rescuers: Stories of Courage: Two Couples de Tim Hunter, Lynne Littman et Tony Bill[12]Marrakech (film)
- 2000 : In goede aarde: Yesterday : Sander Zegveld
- 2002 : Paramaribo Papers (nl) : L'ambassadeur Claerhoudt
- 2003 : Ezelsoor : Ezelsoor
- 2003 : Klem in de draaideur (nl) : Hans van Mierlo
- 2003 : Polleke (nl) : Le psychologue
- 2003 : De vanger (nl) : Le notaire
- 2004 : Die andere Frau de Margarethe von Trotta[13]
- 2004-2005 : Meiden van De Wit (nl) : Yakov
- 2005 : De griezelbus : Nol van Paulo
- 2006 : Escort (nl) : Jacobsen
- 2006 : Grijpstra & De Gier (nl) : Maarten Hartsuiker
- 2007 : Ratatouille : Gusteau
- 2008 : Vox populi (nl) : Jos Fransen
- 2009 : Annie M.G. (nl) : Dick van Duyn
- 2010 : LelleBelle (nl) : Leraar Wolf
- 2010-2012 : Penoza (nl) : André de Rue
- 2013 : The Passion : Pontius Pilatus
- 2014 : Kriskras : Opa van Jurre en Kiki
- 2015 : The Escape de Ineke Houtman : Père de Julia[14]
- 2016 : Brasserie Valentine (nl) de Sanne Vogel[15]
- 2017 : Storm: Letters van Vuur (nl) de Dennis Bots : Le prêtre[16]

## Publication
- 1995 : Schade/schade[17]